# Yugo Yoshida
Yugo Yoshida –en japonés, 吉田 雄悟, Yoshida Yugo– (Karatsu, 11 de noviembre de 1983) es un deportista japonés que compitió en vela en la clase 470. Está casado con la regatista Ai Kondo.
Ganó una medalla de bronce en el Campeonato Mundial de 470 de 2009.

## Palmarés internacional
| \| Campeonato Mundial \| Campeonato Mundial \| Campeonato Mundial \| Campeonato Mundial \| \| Año \| Lugar \| Medalla \| Clase \| \| ------------------ \| -------------------- \| ------------------ \| ------------------ \| \| 2009 \| Rungsted (Dinamarca) \| Medalla de bronce \| 470 \| |                      |                   |       |
| Campeonato Mundial |                      |                   |       |
| Año | Lugar                | Medalla           | Clase |
| 2009 | Rungsted (Dinamarca) | Medalla de bronce | 470   |